# Petri Hakala
Petri Hakala (1963) is een van de bekendste Finse mandolinespelers.

## Biografie
Hakala begon als gitarist maar zijn interesse in Amerikaanse bluegrassmuziek deed hem overschakelen op de mandoline. Hij speelt ook viool.
Hij raakte geïnteresseerd in Ierse folk en via die omweg kwam hij in contact met Finse folk. Zoals gebruikelijk in de Finse folkscene is hij betrokken in allerhande verschillende projecten en hij heeft met diverse grote namen in Finland meegespeeld, zoals Maria Kalaniemi, Värttinä, Markku Lepistö, Kimmo Pohjonen etc. Op zijn debuutalbum brengt hij naast traditioneel Fins werk ook Braziliaanse choros. 
In de groep Ottopasuuna bracht hij traditionele muziek in een modern jasje. De groep bestond naast Hakala uit violist Kari Reiman (Värttinä), accordenonist Kimmo Pohjonen en fluitist Kurt Lindblad. Het album was het eerste van de "nieuwe Finse folkscene" dat in de Verenigde Staten werd uitgebracht. 
Sinds 1989 doceert hij mandoline en gitaar aan de folkafdeling van de Sibeliusacademie in Helsinki.

## Bands
- Ottopasuuna
- Helsinki Mandoliners
- IBM-Intergalactic Bluegrass Messengers
- Maria Kalaniemi & Aldargaz

## Discografie (solowerk)
- Kirjo (1999)